# 泥絵
泥絵（どろえ）とは、江戸時代から明治時代にかけて描かれた浮世絵の一種。顔料に胡粉を混ぜ、直接筆を用いて不透明な色調で描かれたもので、胡粉絵ともいう。

## 解説
泥絵にはそのほとんどに作画者の落款がないので不明な場合が多い。江戸時代初期には近藤清春らも手掛けている。幕末から明治にかけて淡島椿岳なども描き、遠近を強調した洋風の泥絵が流行した。一時的な絵であり、強烈な色彩を必要とする看板絵などに用いられていた。肉筆浮世絵の一種であり、江戸名所などが描かれた。

## 作品
- 「吉原」 司馬□雲坡 神戸市立博物館所蔵 江戸時代末期
- 「江ﾉ島」 司馬□雲坡 神戸市立博物館所蔵 江戸時代末期
- 「和歌浦」 北雪 神戸市立博物館所蔵 江戸時代末期